# Vicariato apostolico di Ucayali
Il vicariato apostolico di Ucayali (in latino: Vicariatus Apostolicus de Ucayali) è una sede soppressa della Chiesa cattolica.

## Storia
La prefettura apostolica di San Francesco di Ucayali fu eretta il 5 febbraio 1900 con il decreto Cum interior di Propaganda Fide, ricavandone il territorio dalle diocesi di Huamanga (oggi arcidiocesi di Ayacucho), di Huánuco e di Chachapoyas.
Il 14 luglio 1925 la prefettura apostolica fu elevata a vicariato apostolico con il breve Supremi apostolatus di papa Pio XI.
Il 2 marzo 1956 il vicariato apostolico è stato soppresso con la bolla Cum petierit e il suo territorio è stato diviso fra i tre nuovi vicariati apostolici di Pucallpa, di Requena e di San Ramón.

## Cronotassi dei vescovi
- Augustín Alemany, O.F.M. † (14 febbraio 1905 - 29 agosto 1905 dimesso)
- Bernardo Irastorza, O.F.M. † (29 agosto 1905 - 1912 deceduto)
- Francisco Miguel Irazola y Galarza, O.F.M. † (28 gennaio 1913 - 1939 dimesso)
- León Bonaventura de Uriarte Bengoa, O.F.M. † (10 luglio 1940 - 2 marzo 1956 nominato vicario apostolico di San Ramón)

## Statistiche
La diocesi al termine dell'anno 1950 su una popolazione di 126.000 persone contava 120.000 battezzati, corrispondenti al 95,2% del totale.
| anno | popolazione | popolazione | popolazione | presbiteri | presbiteri | presbiteri | presbiteri                | diaconi | religiosi | religiosi | parrocchie |
| anno | battezzati  | totale      | %           | numero     | secolari   | regolari   | battezzati per presbitero | diaconi | uomini    | donne     | parrocchie |
| ---- | ----------- | ----------- | ----------- | ---------- | ---------- | ---------- | ------------------------- | ------- | --------- | --------- | ---------- |
| 1950 | 120.000     | 126.000     | 95,2        | 24         | 1          | 23         | 5.000                     |         | 25        | 60        | 16         |